# 金策

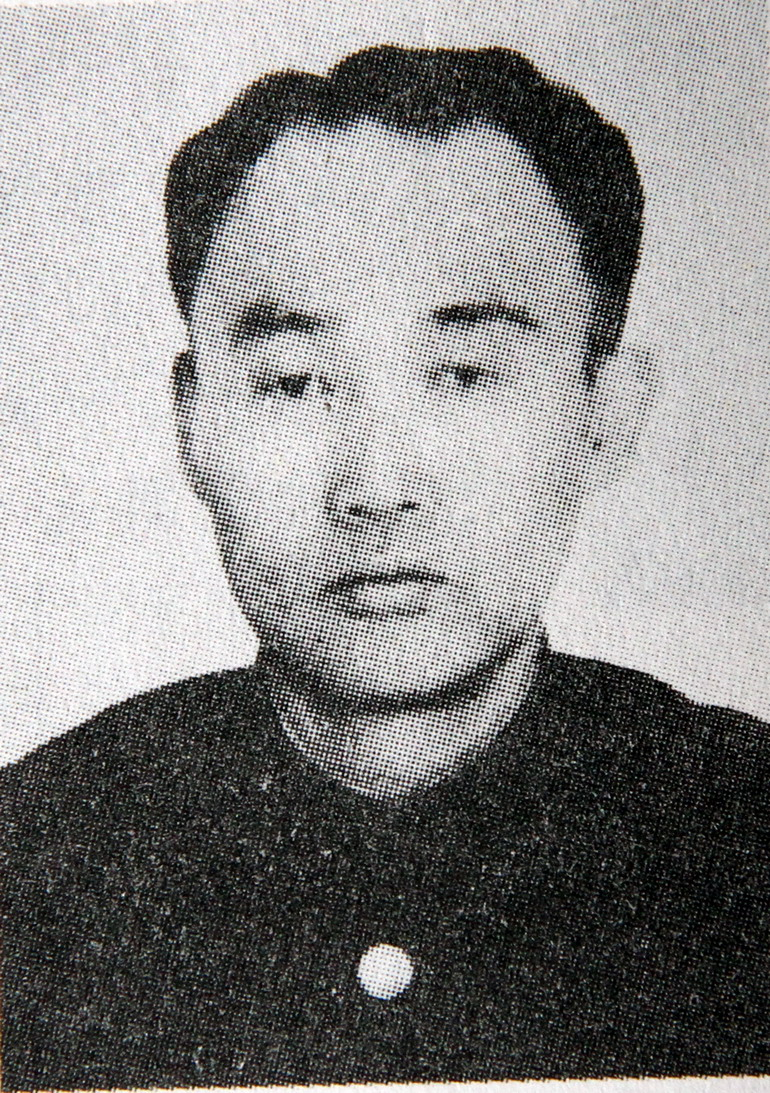
金策

金策（朝鲜语：／ Kim Chaek，1903年8月14日—1951年1月31日），字洪啓，號洪溪，原名金乐，别名金洪印、金印、金印植，化名罗东贤，朝鲜咸镜北道城津鹤城人，中国共产党员，东北抗日联军重要领导人、朝鲜民主主义人民共和国重要领导人。首任內閣産業省相兼民族保衛省副相。

## 生平简历

### 幼年
1903年8月14日，金策出生于咸镜北道城津郡鹤上面水沙里棒枰村的一个贫农家庭。1910年日韩合并，随父母全家迁居吉林省延吉县平岗乡基成村。金策幼年在村里做牧童，在村里夜校受教育，熟练地掌握了汉语。

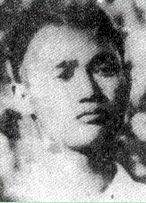
金策，1920年

1925年，受家庭影响，与哥哥金洪善（金诚）、弟弟金重熙都参加了反日独立活动。
1926年冬，加入了朝鲜共产党下属的东满青年总联盟。1927年金策成为朝鲜共产党北满道执委。
1927年7月27日，金策以个人身份加入中国共产党，任中共宁安县委下属的东京城支部组织干事。同年8月任东京城区委书记。10月任宁安县行动委员会书记，组织暴动工作，担任了以花脸沟为中心的宁安县苏维埃临时政府主席。这场暴动很快被镇压，金策于11月28日被捕，这时使用的名字是“金印植”，羁押于哈尔滨中东铁路护路司令部拘留所。
1927年9月，在龙井被奉系地方政府逮捕，引渡给大日本帝國的朝鲜總督府，羁押在汉城的西大门监狱，在狱中获悉朝鲜共产党由于四分五裂的派系矛盾，被共产国际解散，朝共党员加入中共满洲省委下属组织。1930年1月获释，回到家乡，这时金策的父亲与妻子已经受牵连被拷打致死。
1930年5月，金策使用“金诚”这个名字，到宁安县花脸沟（现江南朝鲜族满族乡解放村）与朱德海等人开展土地革命活动，组建农会、反帝大同盟、妇女会等组织。

### 东北抗联时期
1930年6月在一國一黨的原則的基礎下，再度加入中國共產黨。
1931年9月，转押到吉林市的省监狱，后又转押到奉天监狱，判刑7年。九一八事变中逃出监狱。从此开始使用“金策”这个名字。
金策出狱后在哈尔滨与中共北满特委接上头，被任命为宾县的农村特支书记。1932年秋，到珠河中心县委担任蚂蚁河东党支部书记。1934年6月29日，珠河反日游击队扩编为东北反日游击队哈东支队时，金策任哈东支队第三大队政治指导员。1934年7月，调任哈东支队军需处长。1935年1月28日，哈东支队改称东北人民革命军第三军第一师，金策担任第二团政治部主任。后历任第三军第一团政治部主任年、第四团政治部主任、第四师政治部主任并率领四师被日军隔绝在下江而与北满省委、第三军长时间断绝了交通联系。1936年9月18日，在赵尚志主持召开的珠河、汤原中心县委和三、六军联席会议（“珠汤联席会议”）上，批判了中共驻共产国际代表团的《六三指示信》提出的建立广泛抗日统一战线的斗争策略，没有参加此次会议的金策被选为北满临时省委执委。1937年10月，仍然未能参加北满临时省委会议的金策又被选为北满临时省委常委、宣传部长。1938年，赵尚志赴苏联后遭扣押。1938年6月，北满临时省委任命金策为第三军政治部主任，直到这时金策才看到北满党组织与吉东党组织围绕《六三指示信》产生的一系列争论的材料，金策既不同意赵尚志反对《六三指示信》的行为；也不赞成张兰生和李兆麟等人在赵尚志离开后才批判并全盘否定赵尚志的做法，认为这会在北满党和军队内造成极大的思想混乱，为此金策向北满临时省委、抗联第三、六军党委、下江特委和哈东特委发出了意见书。1938年春夏，北满与下江的党组织与抗联在日军大讨伐下损失惨重，被迫西征翻越小兴安岭开辟海伦、通北新区。1939年4月12日在通河召开北满临时省委第二次执委会，选举金策为省委书记接替张兰生的工作，负责北满地区军队、地方党的工作和政治工作；张寿籛、冯仲云当选为省委常委；还决定以三、六、九、十一军为基础，成立东北抗联第三路军；决议认为赵尚志自珠汤联席会议以来，其犯有“左倾关门主义路线”错误，决定在党内撤销其北满临时省委执行委员并给予严重警告处分，在军内撤销其抗日联军总司令及三军军长职务。1939年5月30日，东北抗日联军第三路军在黑龙江德都成立后，金策经常到各部队去开办干部训练班，这在极端困苦的分散游击环境下用中共的思想来统一、加强和坚持对部队的领导起了重要作用。1939年10月10日赵尚志以东北抗日联军总司令名义发出《致金策同志的信》，要求周保中、李兆麟、冯仲云、高禹民、金策、许亨植、张兰生等来他的总司令部召开党军负责人紧急会议，解决东北整个问题。1940年1月金策、张寿笺、冯仲云获悉赵尚志所涉祁致中之死并要北满临时省委去开会的问题，于是举行了北满临时省委第十次常委会，认为赵尚志有“反党行为”，决定“永远开除”其党籍。周保中向北满临时省委去信提议不要在开除赵尚志党籍的前面加上“永远”二字并请调赵尚志到抗联第二路军担任副总指挥以继续发挥其军事才能。北满临时省委根据周保中的意见与赵尚志的《请求书》，于1940年6月20日对赵尚志的申诉做出答复，取消“永远”二字，仍然开除其党籍。
1940年，东北抗联第一路军与第二路军相继失败，余部被迫退入苏联。而金策（北满省委书记）与李兆麟领导的第三路军坚持北满的平原游击战，活动范围包括“三肇”、讷河、北安、克山等地的广大平原，事实证明北满的日满统治势力薄弱，没有实施严密的保甲制度，抗联第三路军容易得到群众的支持从而得以生存、壮大，没有像南满、东满的抗联被日军逼到深山老林完全与群众隔绝。这时，日满当局也对北满的抗联第三路军加大了追剿力度。1940年11月，金策到苏联的伯力参加东北党组织和抗联领导干部会议（“第二次伯力会议”），休会期间于2月25日至3月12日与周保中作为北满省委和吉东代表来到位于双城子南野营，帮助南野营整顿纪律，首次见到了金日成、崔庸健、姜健、安吉。 1941年7月10日，金策被任命为东北抗日联军第三路军政委。1941年7月13日，金策携带一部无线电台由苏联动身返回中国，10月中旬金策到达绥棱、庆城附近的第三路军总部。1941年10月25日金策和李兆麟写信指示第三路军参谋长许亨植把主力带到苏联境内野营休整，11月三路军主力百余人由第6支队政委于天放率领越境进入苏联。金策、许亨植率领小分队仍然留在北满坚持敌后游击战争。1943年春，在北野营的周保中派遣于天放入境接替金策的工作，让金策退入苏联休养，金策表示留在东北坚持斗争，于天放也留了下来。1943年8月3日许亨植作战牺牲，第三路军的3支小分队由金策直接指挥。1943年10月28日，金策收到周保中、李兆麟发来的电报，指示派遣可靠人员化装为平民留在北满侦察监视日军，第三路军的高级干部都退入苏联。1944年1月，金策率领二十多名干部战士越过黑龙江进入苏联，到北野营担任苏联远东方面军独立第88步兵旅（抗联教导旅）第3营政治副营长、中共东北抗联特别支部局执委。

### 朝鲜民主主义人民共和国时期

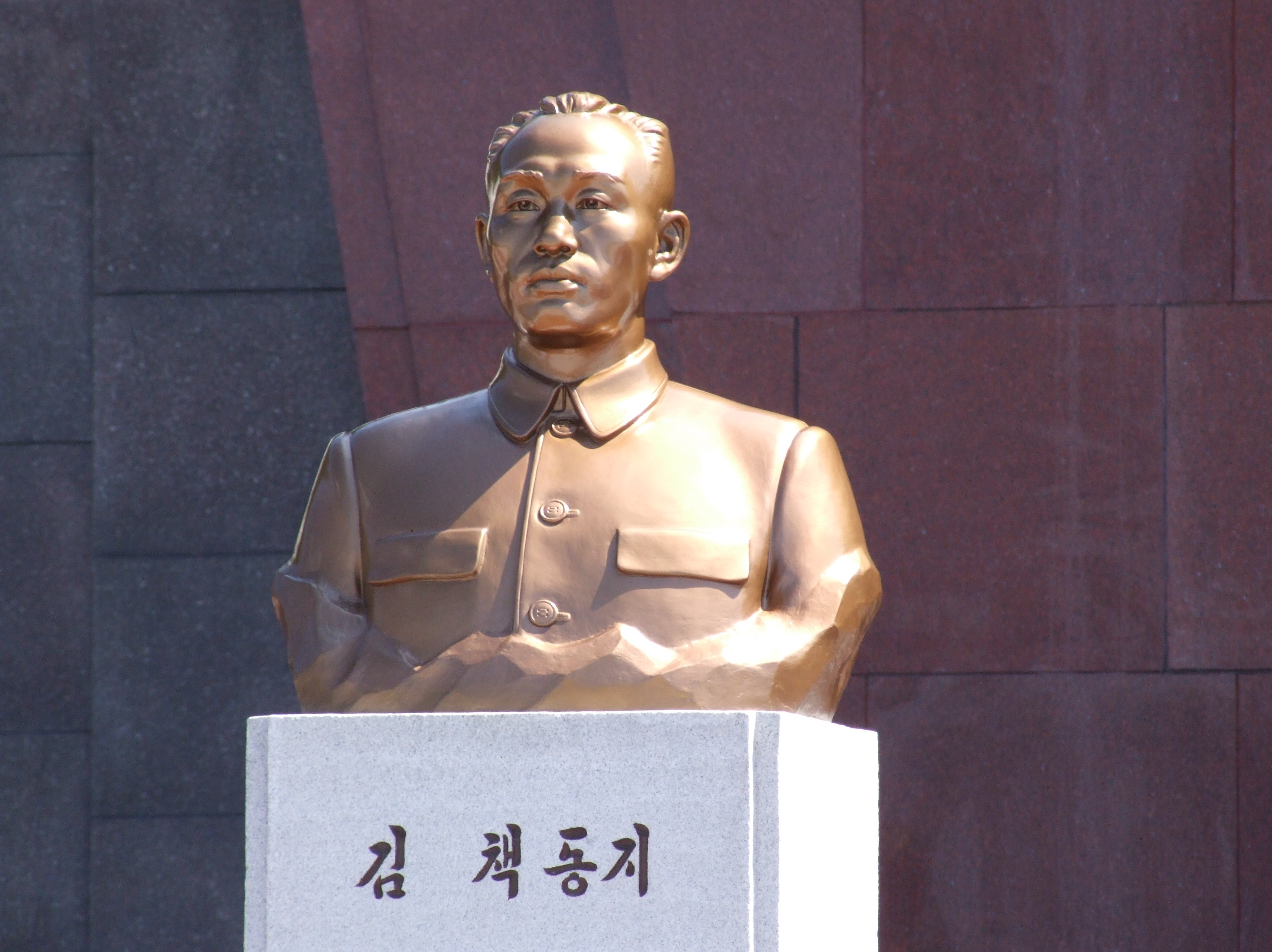
位于平壤大城山革命烈士陵的金策墓碑

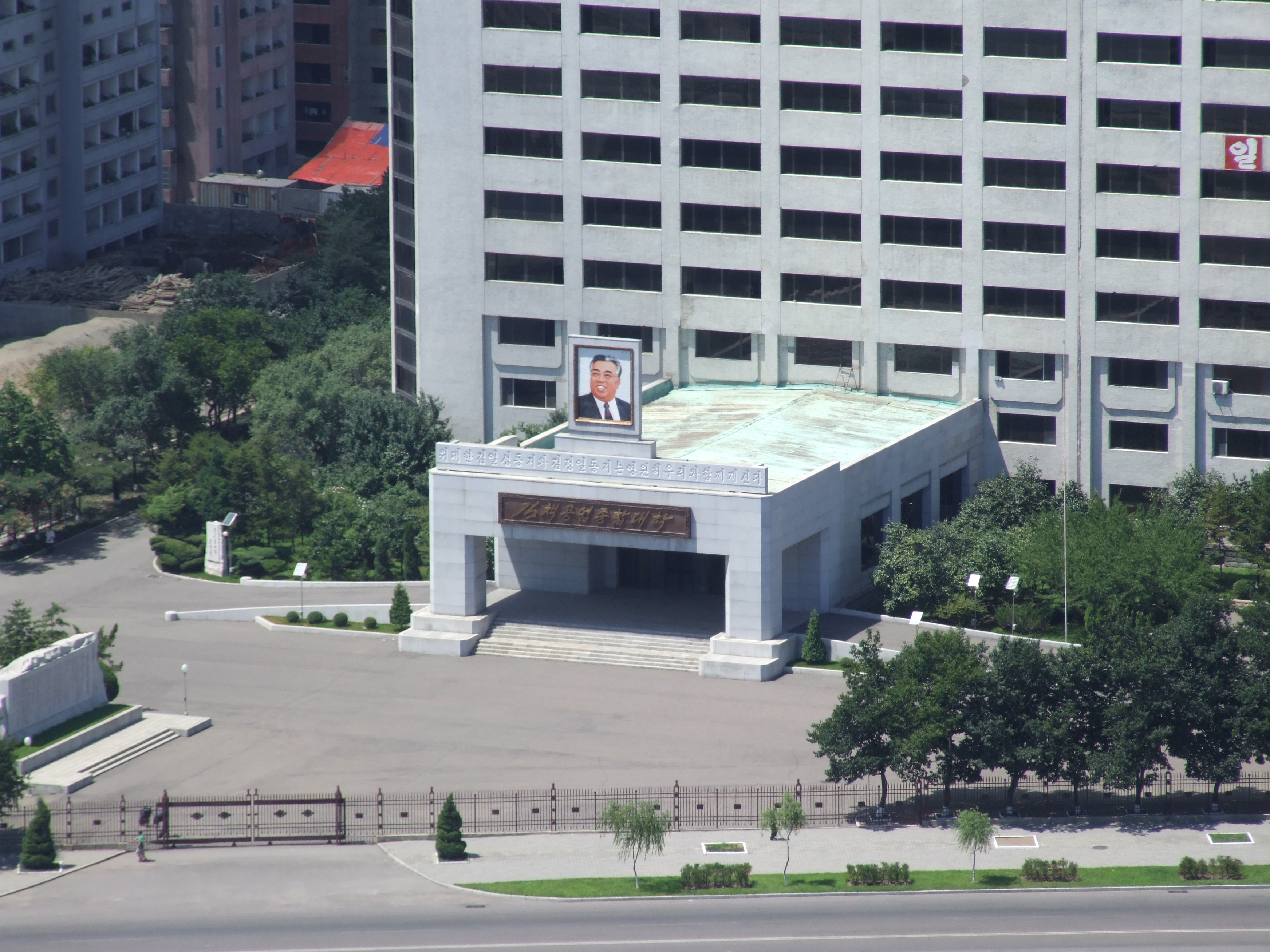
金策工業大學

朝鲜光复后，金策最初担负咸镜南道的建党工作。后任人民保安局长。1945年10月10日，金策出任平壤军政学院院长。1946年8月北朝鲜共产党与朝鲜新民党合并为朝鲜劳动党，金策当选为党中央委员会常务委员会委员、党中央委员会政治委员会委员。1946年12月任新组建的人民保安队（人民军前身）政治副司令。1947年2月，任北朝鲜人民委员会副委员长、产业局长兼交通局长，负责工业与交通的恢复工作。1948年9月朝鲜民主主义人民共和国建立，任朝鲜内阁副首相兼产业相。
1949年6月出任与南朝鲜劳动党合并后的朝鲜劳动党中央委员会政治局委员。由于金策的资历与在东北抗联中的巨大威望，金策对金日成的坚定支持使得北朝鲜的党内保持团结和统一、顺利确立了金日成的领袖地位。
1950年7月初，接替崔庸健担任前线指挥部大将衔司令官。金策主要担负思想政治动员工作，军事工作上坚决执行最高司令官金日成的部署，战术指挥上充分放权给参谋长姜健以及两位军团长。
1950年10月1日，任新设立的东部司令，组织主力后撤和敌后游击战。10月17日，组织平壤以南20公里的防御战，为平壤市内撤退争取时间，一直坚守到19日清晨。随后，担任朝鲜人民军第二战线司令官，指挥在敌后北撤的人民军部队作战。
1951年1月31日，因心脏麻痹症在位于干芝里的最高司令部工作时突然逝世，享年四十九岁。金日成为了纪念金策，将他的故乡城津市改名为金策市。城津炼钢厂、平壤工业大学、人民军军官学校、人民军近卫第4师团都分别以「金策」命名，并在金策市立了一座金策的铜像。金日成对金策高度评价，称他为革命家和革命者的榜样。将他的遗骸安葬在平壤大城山革命烈士陵园，并立有半身铜像。
有人提出是金日成暗杀的金策。另说是冬季取暖时煤气中毒。